# 臨時演員 (電視劇)
《臨時演員》（英語：Extras）是一部英國電視情景喜劇，以電視、電影和戲劇中的臨時演員為題材。該劇由BBC和HBO聯合製作，瑞吉·葛文和斯蒂芬·默切特編劇、導演兼主演。劇情講述了安迪·米爾曼（葛文飾演）、朋友瑪吉·雅各布斯（艾希莉·簡森飾演）以及安迪不合格的經紀人兼零售員工達倫·蘭姆（默切特飾演）的生活，米爾曼作為匿名的「路人群演」過著混日子的生活，最終取得了成功作為二線情景喜劇明星。
《臨時演員》共兩季，每季6集，外加一部聖誕特輯。第一集2005年7月21日在英國BBC Two播出，2005年9月25日在美國HBO播出。第二季2006年9月14日在英國BBC第二台首播，2007年2月14日在美國HBO和澳大利亞ABC開播。聖誕特輯2007年12月27日在BBC One以及2007年12月16日在HBO播出。兩季均發售了DVD，並在不同時間登上英國和美國的串流媒體服務。2007年贏得金球獎最佳音樂及喜劇影集。
該劇採用更傳統的情景喜劇風格拍攝，而非葛文和默切特在之前的《辦公室瘋雲》中使用的紀錄片風格。每集至少有一位客串明星：電視或電影名人，他們扮演葛文和默切特所述的「扭曲」版本的自己；對他們的公眾形象的誇張或顛倒的模仿。

## 外部連結
- 官方网站
- 互联网电影数据库（IMDb）上《臨時演員》的资料（英文）